# Michel Perrin (diplomate)
Pour les articles homonymes, voir Perrin et Michel Perrin.
Michel Perrin est un diplomate français né le 28 août 1931.

## Biographie
Michel Perrin, licencié en droit, a été formé à l'École nationale de la France d'outre-mer avant d'être intégré au ministère des Affaires étrangères du fait de la décolonisation.
Il a notamment été en poste à Tananarive, Saïgon, Berlin, Buenos Aires et sur différentes fonctions au Quai d'Orsay avant d'occuper les postes d'ambassadeur de France à Quito (1983-1987), Bamako (1987-1991) et Bratislava (1992-1996),.
Il a également été observateur européen lors des guerres de Yougoslavie (1991).